# 9 Lives
A 9 lives Kat Deluna első albuma.Pop és R&B stílusú. USA-ban 2007. augusztus 7-én jelent meg.

## Számlista
1. 9 Lives 1:06
2. Run the Show  3:30
3. Am I Dreaming 4:14
4. Whine Up 3:23
5. Feel What I Feel 4:04
6. Love Me, Leave Me 4:09
7. In The End 3:23
8. Love Confusion 4:03
9. Animal 3:23
10. Be Remembered 3:37
11. Enjoy Saying Goodbye 4:05
12. Whine Up [Spanyol] 3:41
13. Am I Dreaming [Spanyol] 3:59
14. Run the Show [Spanyol] 3:34
15. How We Roll 3:41
16. You Are Only Mine 3:30